# Atlético de Kolkata 2015
Questa voce raccoglie le informazioni riguardanti l'Atlético de Kolkata nelle competizioni ufficiali della stagione 2015.

## Maglie e sponsor
Il fornitore tecnico per questa stagione è Nivia, mentre lo sponsor ufficiale è Birla Tyres.
| Casa | Trasferta |

## Rosa
| N. |                       | Ruolo | Calciatore         |
| -- | --------------------- | ----- | ------------------ |
| 1  | Spagna (bandiera)     | P     | Juan Calatayud     |
| 2  | Spagna (bandiera)     | C     | Javi Lara          |
| 3  | India (bandiera)      | D     | Nallappan Mohanraj |
| 4  | Spagna (bandiera)     | D     | Tiri               |
| 5  | India (bandiera)      | D     | Arnab Mondal       |
| 6  | India (bandiera)      | A     | Baljit Sahni       |
| 7  | Canada (bandiera)     | A     | Iain Hume          |
| 8  | Spagna (bandiera)     | C     | Jaime Gavilán      |
| 9  | Portogallo (bandiera) | A     | Hélder Postiga     |
| 10 | Spagna (bandiera)     | C     | Borja Fernández    |
| 11 | Capo Verde (bandiera) | C     | Valdo              |
| 12 | India (bandiera)      | D     | Denzil Franco      |
| 13 | India (bandiera)      | P     | Amrinder Singh     |
| 14 | India (bandiera)      | A     | Nadong Bhutia      |
| 15 | India (bandiera)      | C     | Clifford Miranda   |

| N. |                      | Ruolo | Calciatore         |
| -- | -------------------- | ----- | ------------------ |
| 16 | India (bandiera)     | C     | Jewel Raja         |
| 17 | Spagna (bandiera)    | D     | Josemi             |
| 18 | India (bandiera)     | A     | Sushil Kumar Singh |
| 19 | India (bandiera)     | D     | Syed Rahim Nabi    |
| 20 | India (bandiera)     | D     | Rino Anto          |
| 21 | India (bandiera)     | C     | Arata Izumi        |
| 22 | Sudafrica (bandiera) | C     | Sameehg Doutie     |
| 23 | Botswana (bandiera)  | C     | Ofentse Nato       |
| 24 | India (bandiera)     | D     | Augustin Fernandes |
| 25 | India (bandiera)     | D     | Lalchhawnkima      |
| 26 | India (bandiera)     | P     | Kunzang Bhutia     |
| 28 | India (bandiera)     | C     | Mohammed Rafique   |
| 30 | Serbia (bandiera)    | A     | Dejan Lekić        |
| 85 | Spagna (bandiera)    | C     | Jorge Alonso       |

## Calciomercato
| Acquisti | Acquisti           | Acquisti            | Acquisti   |
| R.       | Nome               | da                  | Modalità   |
| -------- | ------------------ | ------------------- | ---------- |
| P        | Juan Calatayud     | Videoton            | definitivo |
| P        | Amrinder Singh     | Pune                | prestito   |
| P        | Kunzang Bhutia     | Shillong Lajong     | prestito   |
| D        | Nallappan Mohanraj |                     | svincolato |
| D        | Tiri               | Atlético Madrid     | svincolato |
| D        | Arnab Mondal       | East Bengal         | prestito   |
| D        | Denzil Franco      |                     | svincolato |
| D        | Josemi             |                     | svincolato |
| D        | Syed Rahim Nabi    | Bharat              | prestito   |
| D        | Rino Anto          | Bengaluru           | prestito   |
| D        | Augustin Fernandes | Salgaocar           | prestito   |
| D        | Lalchhawnkima      | Royal Wahingdoh     | prestito   |
| C        | Javi Lara          | Eibar               | definitivo |
| C        | Jaime Gavilán      | Platanias           | svincolato |
| C        | Borja Fernández    | Eibar               | svincolato |
| C        | Valdo              | Racing Santander    | svincolato |
| C        | Clifford Miranda   | Dempo               | prestito   |
| C        | Jewel Raja         | Dempo               | prestito   |
| C        | Ofentse Nato       | Bidvest Wits        | svincolato |
| C        | Arata Izumi        | Pune                | prestito   |
| C        | Sameehg Doutie     | SuperSport Utd      | svincolato |
| C        | Mohammed Rafique   | East Bengal         | prestito   |
| C        | Jorge Alonso       | Guijuelo            | svincolato |
| A        | Baljit Sahni       | East Bengal         | prestito   |
| A        | Iain Hume          | Tranmere            | svincolato |
| A        | Hélder Postiga     | Deportivo La Coruña | svincolato |
| A        | Nadong Bhutia      | Royal Wahingdoh     | svincolato |
| A        | Sushil Kumar Singh | Mumbai City         | svincolato |
| A        | Dejan Lekić        | Eibar               | svincolato |

| Cessioni | Cessioni | Cessioni | Cessioni |
| R.       | Nome     | a        | Modalità |
| -------- | -------- | -------- | -------- |

### A stagione in corso
| Acquisti | Acquisti         | Acquisti    | Acquisti   |
| R.       | Nome             | da          | Modalità   |
| -------- | ---------------- | ----------- | ---------- |
| C        | Jorge Alonso     | Guijuelo    | svincolato |
| C        | Mohammed Rafique | East Bengal | prestito   |
| A        | Dejan Lekić      | Eibar       | svincolato |

| Cessioni | Cessioni      | Cessioni        | Cessioni      |
| R.       | Nome          | a               | Modalità      |
| -------- | ------------- | --------------- | ------------- |
| D        | Josemi        |                 | svincolato    |
| D        | Lalchhawnkima | Royal Wahingdoh | fine prestito |
| C        | Javi Lara     |                 | svincolato    |

## Risultati

### Indian Super League
| Arbitro: | Conger |

|                                 |           |                            |
| Lalpekhlua 31’ Elano 89’ (rig.) | Marcatori | 13’, 70’ Postiga 76’ Valdo |

| Arbitro: | Kumar |

|             |           |           |
| Almeida 81’ | Marcatori | 13’ Izumi |

| Arbitro: | Conger |

|                        |           |             |
| Izumi 6’ Javi Lara 53’ | Marcatori | 80’ Dagnall |

| Arbitro: | Chauhan |

|          |           |  |
| Singh 2’ | Marcatori |  |

| Arbitro: | Rowan |

|           |           |  |
| Vélez 77’ | Marcatori |  |

| Arbitro: | Shaban |

|  |           |                  |
|  | Marcatori | 90+3’ Marmentini |

| Arbitro: | Kumar |

|                |           |                                           |
| Ben Achour 71’ | Marcatori | 34’, 45+1’ (rig.), 81’ Hume 76’ Fernandes |

| Arbitro: | Gantar |

|  |           |                 |
|  | Marcatori | 9’ (rig.) Simão |

| Arbitro: | Tan Hai |

|                        |           |                               |
| German 41’ (Rig.), 85’ | Marcatori | 29’ Mohanraj 84’, 90+3’ Izumi |

| Arbitro: | Gamini |

|           |           |          |
| Gadze 61’ | Marcatori | 27’ Hume |

| Arbitro: | Gamini |

|                       |           |                     |
| Doutie 45+2’ Hume 63’ | Marcatori | 27’ Raphael Augusto |

| Arbitro: | Dilan Perera |

|                                           |           |  |
| Doutie 20’, 78’ Borja 22’ Hume 68’ (rig.) | Marcatori |  |

| Arbitro: | Dilan Perera |

|                               |           |          |
| Hume 9’, 48’, 83’ Lekić 90+4’ | Marcatori | 86’ Mutu |

| Arbitro: | Irmatov |

|                             |           |                                     |
| Hume 45+2’ (rig.) Izumi 90’ | Marcatori | 26’, 90+4’ Nordé 81’ (rig.) Chhetri |

#### Play-off
| Arbitro: | Kumar |

|                                                |           |  |
| Bruno Pelissari 38’ Lalpekhlua 57’ Mendoza 68’ | Marcatori |  |

| Arbitro: | Yamamoto |

|                    |           |              |
| Lekić 22’ Hume 87’ | Marcatori | 90+2’ Tefera |

## Statistiche

### Andamento in campionato
| Giornata  | 1 | 2 | 3 | 4 | 5 | 6 | 7 | 8 | 9 | 10 | 11 | 12 | 13 | 14 |
| --------- | - | - | - | - | - | - | - | - | - | -- | -- | -- | -- | -- |
| Luogo     | T | T | C | T | T | C | T | C | T | T  | C  | C  | C  | C  |
| Risultato | V | N | V | P | P | P | V | P | V | N  | V  | V  | V  | P  |
| Posizione | 4 | 4 | 1 | 3 | 5 | 6 | 5 | 6 | 4 | 4  | 3  | 2  | 1  | 2  |

Legenda:

Luogo: C = Casa; T = Trasferta. Risultato: V = Vittoria; N = Pareggio; P = Sconfitta.